# Maria Mikos-Bielak
Maria Mikos-Bielak (ur. 6 września 1941 w Narolu, zm. 5 września 2020 w Starych Babicach) – polska chemiczka, prof. dr hab.

## Życiorys
Córka Władysława i Władysławy. Obroniła pracę doktorską, następnie uzyskała stopień doktora habilitowanego. 20 sierpnia 2001 nadano jej tytuł profesora w zakresie nauk rolniczych. Pracowała na stanowisku profesora zwyczajnego w Katedrze Chemii na Wydziale Nauk o Żywności i Biotechnologii Uniwersytetu Przyrodniczego w Lublinie.
W 2005 odznaczona Krzyżem Kawalerskim Orderu Odrodzenia Polski.
Zmarła 5 września 2020.